# Djursholms vattentorn
| Djursholms vattentorn på vintern, 1940-tal och på vintern 2013. |  | Djursholms vattentorn på vintern, 1940-tal och på vintern 2013. |
| Djursholms vattentorn på vintern, 1940-tal och på vintern 2013. |  |                                                                 |

Djursholms vattentorn står på en liten kulle strax nordväst om Djursholms slott i Djursholm, Danderyds kommun. Vattentornet uppfördes 1890 och påbyggdes 1908. Tillsammans med Ekeby vattentorn försörjde vattentornet Djursholm med dricksvatten. År 1960 torrlades vattentornets bassäng och vatten levererades istället från Görvälns vattenverk. Tornet inrymmer sedan 1974 Samfundet Djursholms Forntid och Framtid samt Danderyds föreningsarkiv.

## Bakgrund
Vattenförsörjningen i det nya villasamhället Djursholm ordnades till en början med hjälp av egna brunnar eller genom några allmänna brunnar. När Djursholms AB år 1889 började med sin tomtförsörjning utlovade man vattenledning och den vattentäkt som låg geografiskt bäst till var Ösbysjön. Från sjöns norra del drogs en vattenledning som gick till ett maskin- och pumphus med adress nuvarande Danderydsvägen 3 (från 1909 inrymdes Djursholms elektricitetsverk och idag bland annat skolan "elevverket"). Där renades sjövattnet i tre bassänger och pumpades sedan upp till tornets bassäng. Därifrån gick det med självfall till hushållen.

## Byggår

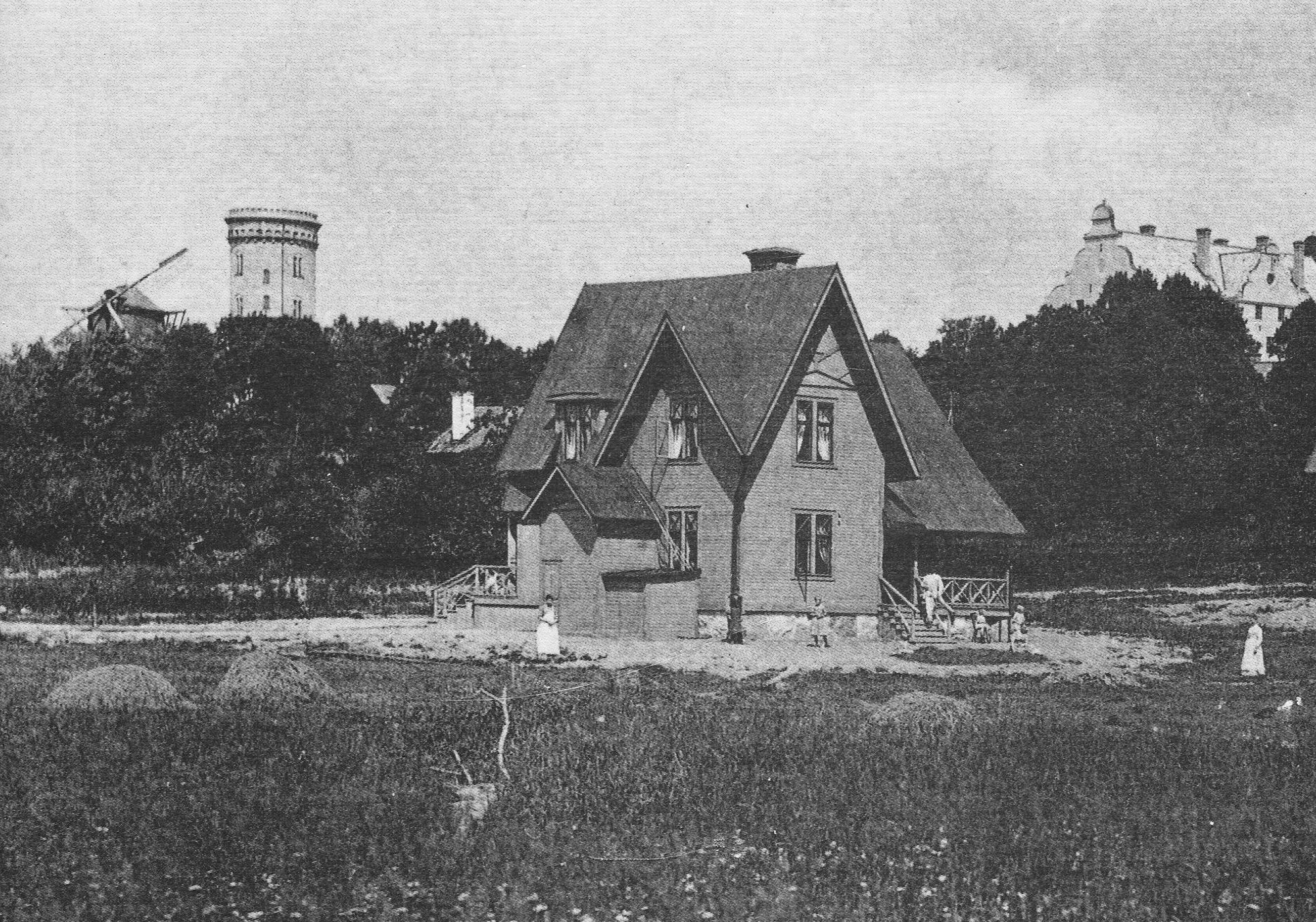
Vattentornet och gamla kvarnen 1890.

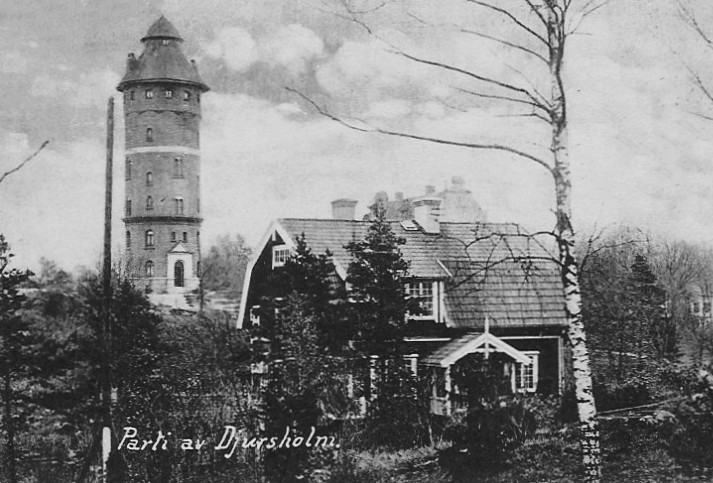
Djursholms vattentorn på 1920-talet.

Det finns olika uppgifter om när vattentornet började byggas. Enligt en sammanställning i publikationen ”100 år på Djurholmen” som bygger på samtida tidningsuppgifter färdigställdes vattentornet 1890, samtidigt revs Djursholms slotts väderkvarn. Enligt Danderyds kommuns webbplats uppfördes tornet 1898. På ett fotografi som enligt uppgift härrör från 1890 syns det nybyggda vattentornet med den gamla kvarnen intill. Även en broschyr utgiven av Danderyds kommun år 2005 anger 1890 som byggår. Det förefaller alltså mest troligt att tornet byggdes redan 1890.

## Tornet
Tornet uppfördes på en kulle strax nordväst om Djursholms slott. Arkitekten är okänd. På samma kulle stod slottets gamla väderkvarn, som revs kort efter att tornet stod färdigt. Vattentornet är en rund tegelbyggnad på gråstensgrund. Tornets höjd var till en början drygt 20 meter (ungefär till det ljusa putsbandet). Taket var platt med en krenelerad balustrad runt omkring och hela anläggningen liknade en medeltida borg. Bassängen rymde 275 m³ vatten och i de tre nedre planen inreddes en bostad för de anställda. Trots allt vatten de hade ovanför sig, fick de hämta sitt eget dricksvatten på slottsgården. Deras jordkällare är fortfarande bevarad intill tornet.
Vattenkapaciteten blev dock snart för liten när invånarantalet i Djursholm växte. Den torra sommaren 1906 hämtades vatten via ledning även från Ekebysjön. År 1907 slutade man helt med Ösbysjön och Ekebysjön som råvattentäkt och vattnet kom istället från sjön Norrviken via en 10 kilometer lång vattenledning. Enligt en samtida tidningsuppgift var vattnet kristallklart, välsmakande och hade jämn temperatur året om. För att möta de ökade kraven på dricksvattentillgång byggdes Ekeby vattentorn i Ekeby, som invigdes år 1908 (arkitekt Axel Bergman). De båda tornen försörjde samhället med vatten och deras ledningar var hopkopplade. Ekebys vattentorn var dock högre och det blev nödvändigt att höja Djursholms vattentorn.
Höjningen genomfördes 1907-1908 och gjorde tornet drygt tio meter högre. Arkitekten för påbyggnaden var Rudolf Enblom. Bassängen flyttades cirka åtta meter upp och tornet fick sitt nuvarande utseende med en plåttäckt tornhuv. Vindflöjeln på tornets topp bär årtalet 1908 och påminner om händelsen. Fram till 1960 försörjde de båda tornen tillsammans med Stocksunds vattentorn (invigt 1910) hela Danderyd med dricksvatten.

## Rivningshot och ändrat nyttjande
År 1960 övergick Djursholm och hela Danderyds kommuns vattenförsörjningen till vatten från Görvälns vattenverk vid Mälaren. Djursholms vattentorn torrlades, byggnaden behövdes inte längre och började förfalla. År 1966 föreslog drätselkammaren (kommunstyrelsen) stadsfullmäktige att låta riva tornet, men allmänheten protesterade och tornet räddades tills vidare.
År 1971 kom rivningsfrågan upp igen och drätselkammaren beslöt ännu en gång att vattentornet skulle rivas. Man fann att tornet kunde störa det närliggande slottet och att renoveringskostnaderna var betydande. Samfundet Djursholms Forntid och Framtid framförde däremot att tornet numera uppfattades som en karakteristisk siluett i stadsbilden och borde bevaras. Samfundet fick stöd av riksantikvarieämbetet som hade kommit fram till att tornet utgjorde ett ”minnesrikt och värdigt monument från samhällets tillkomstår”. I december 1970 beslöt Danderyds kommuns stadsfullmäktige att vattentornet skulle bevaras och anslog medel för upprustningen.
I tornet finns numera fyra våningar som renoverades och sedan hyrs 1974 av Samfundet Djursholms Forntid och Framtid samt Danderyds föreningsarkiv. Översta våningen är tom, här fanns en gång den stora, numera rivna, bassängen.

## Exteriörbilder

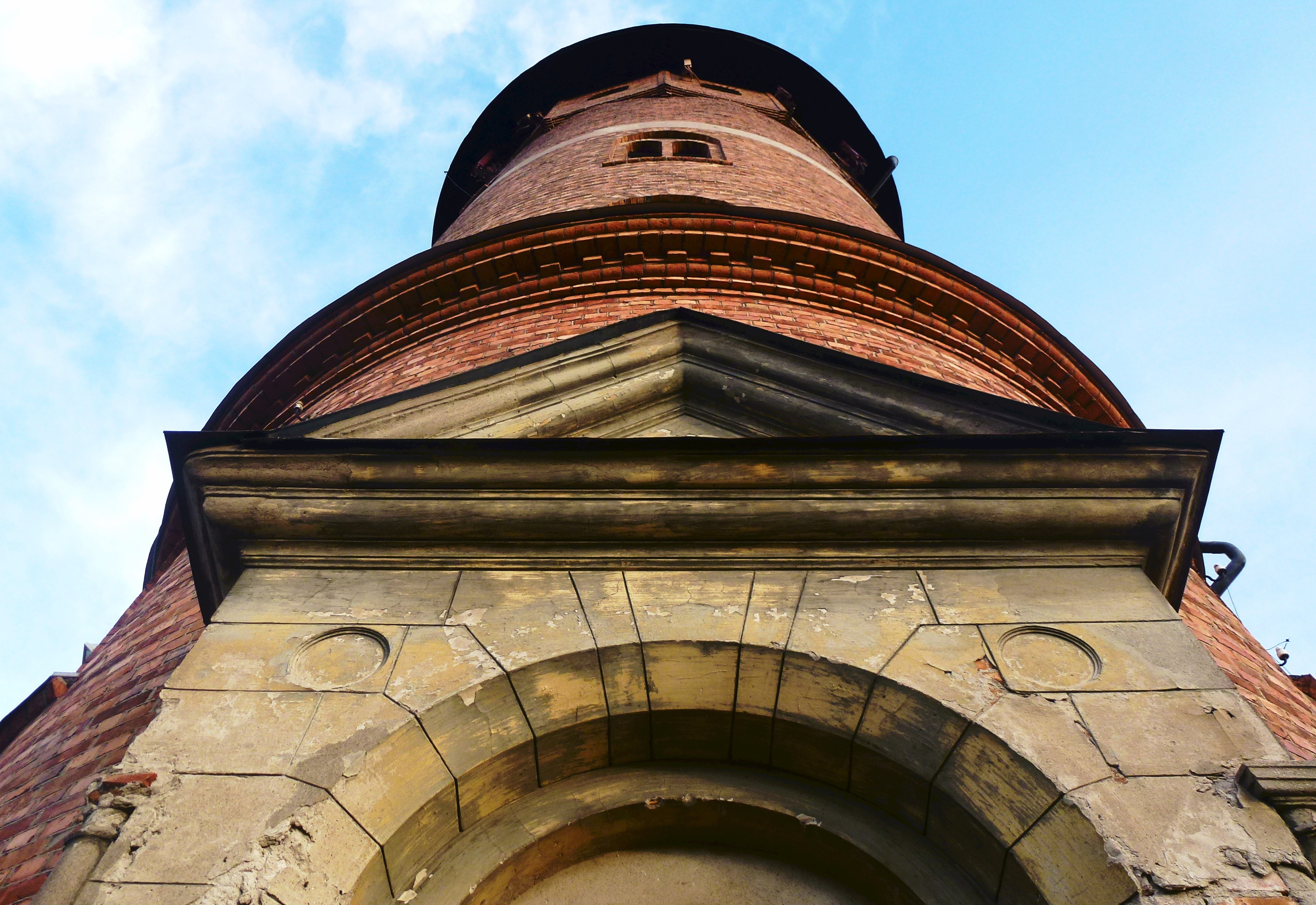
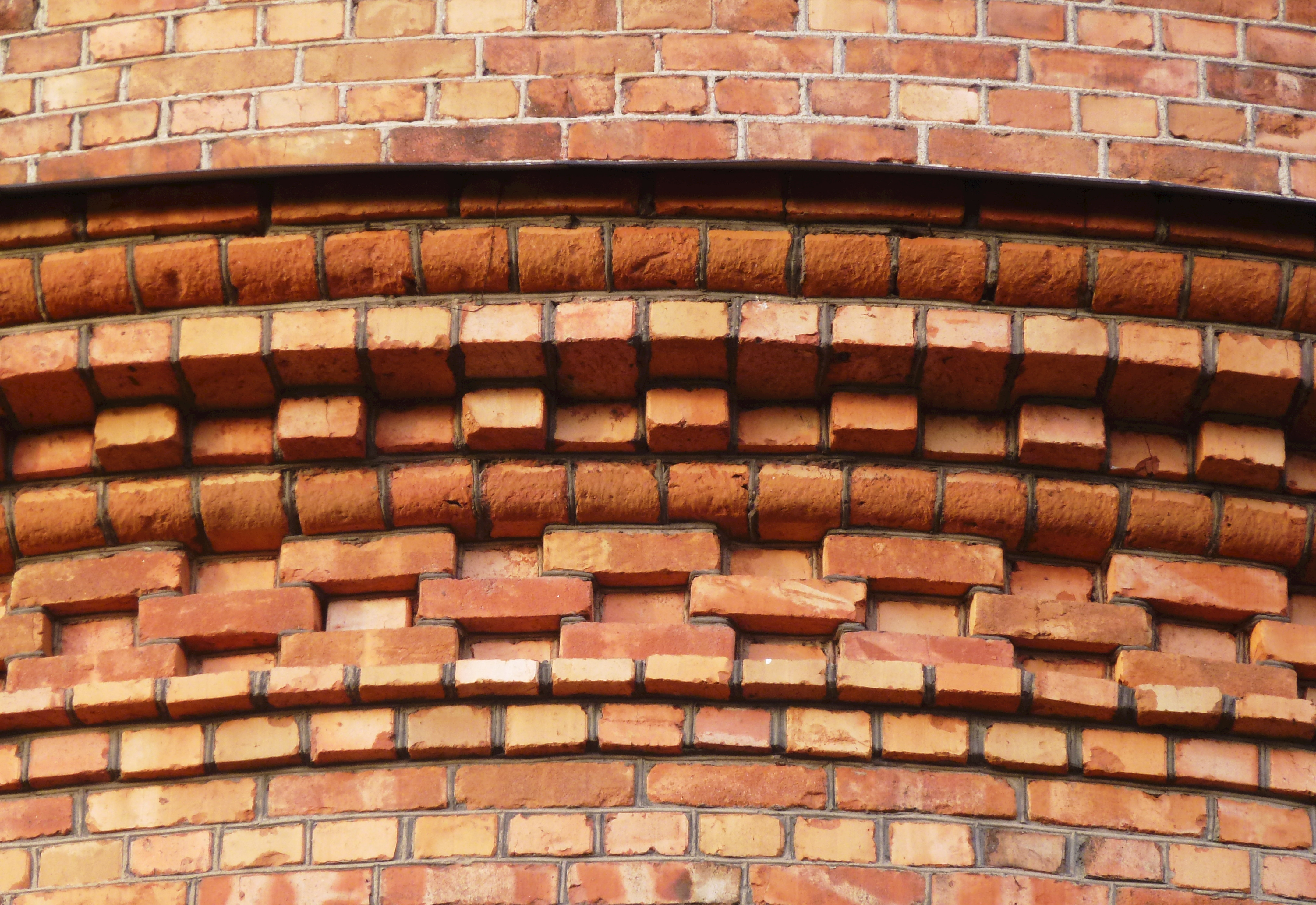
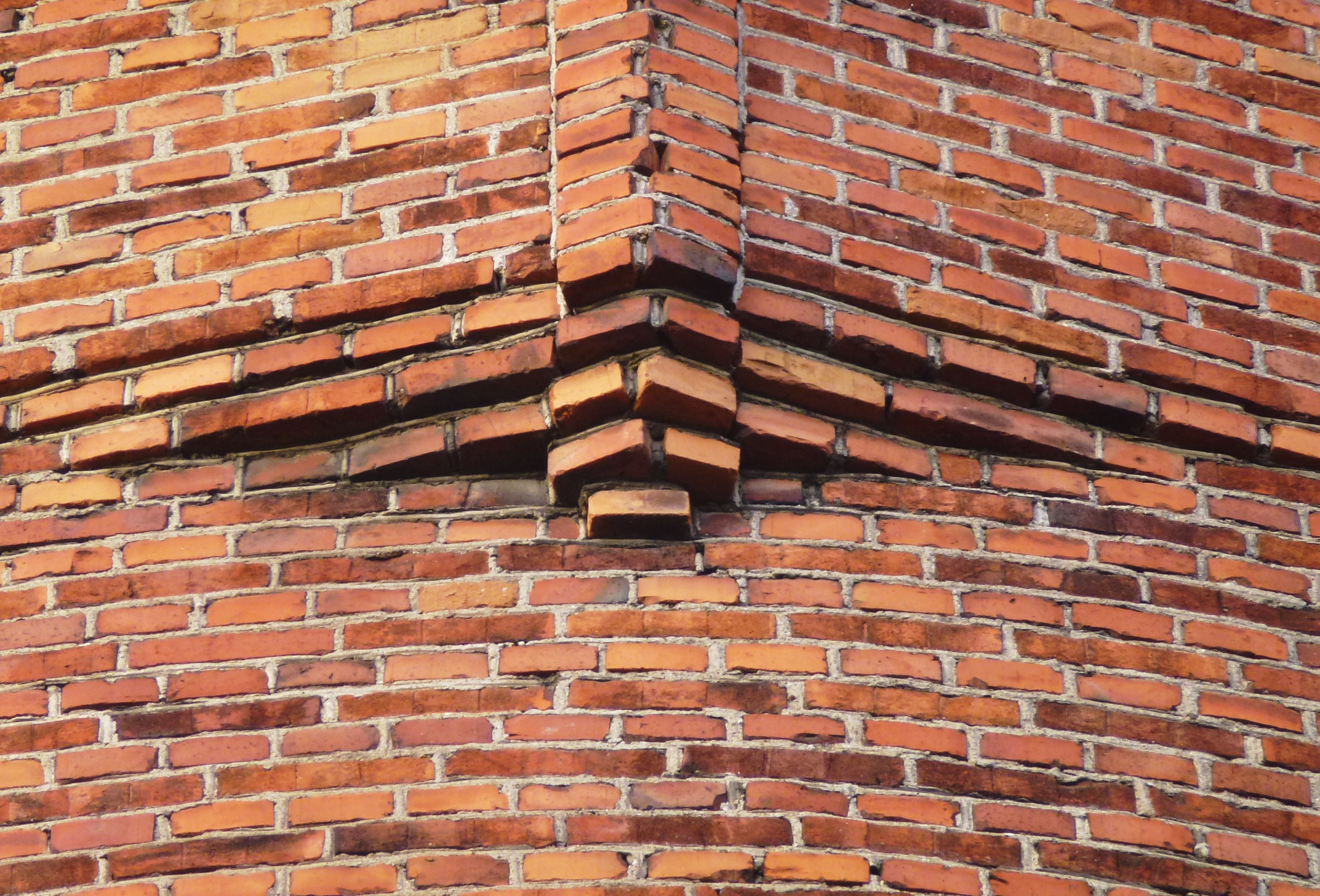
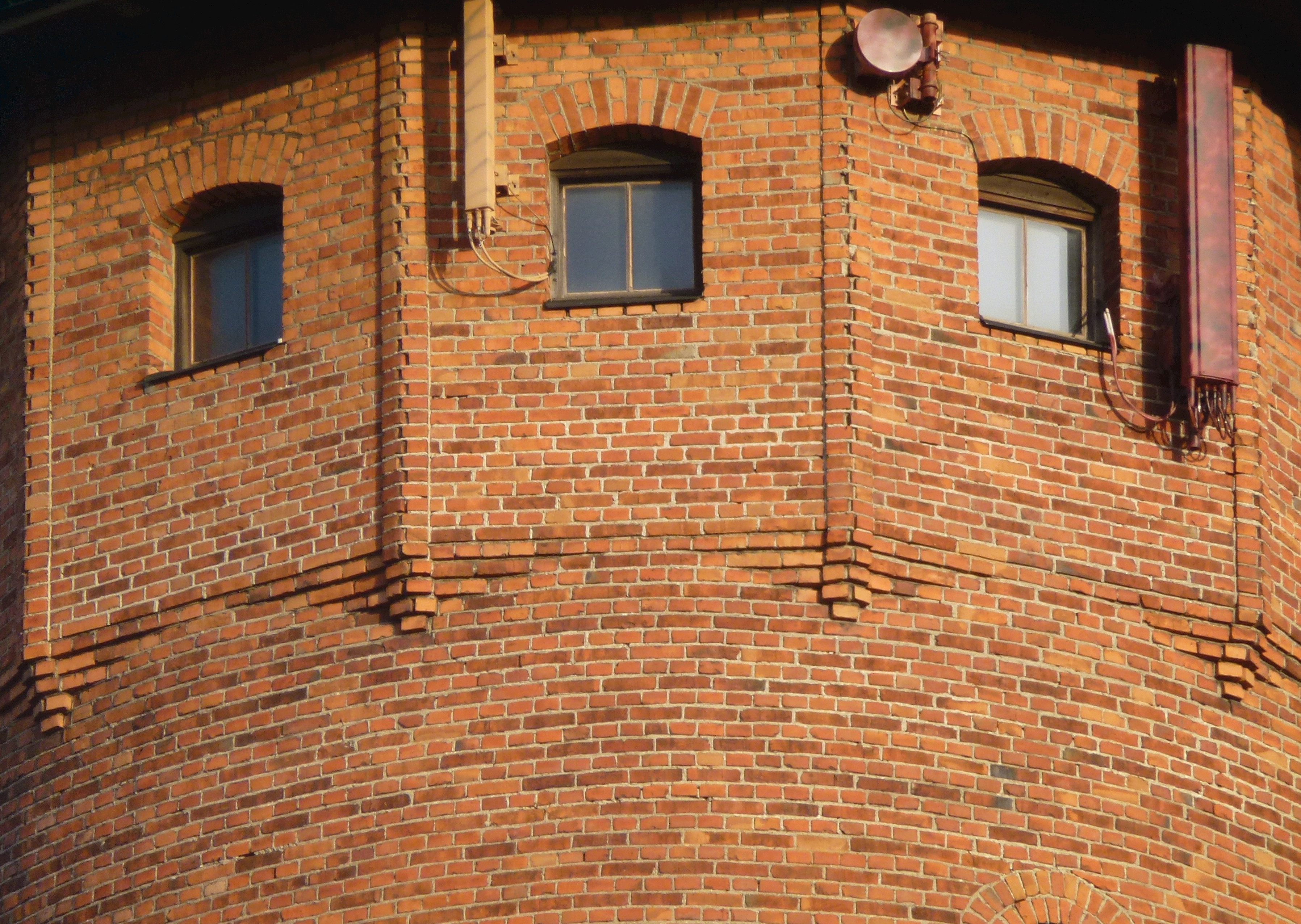

## Interiörbilder

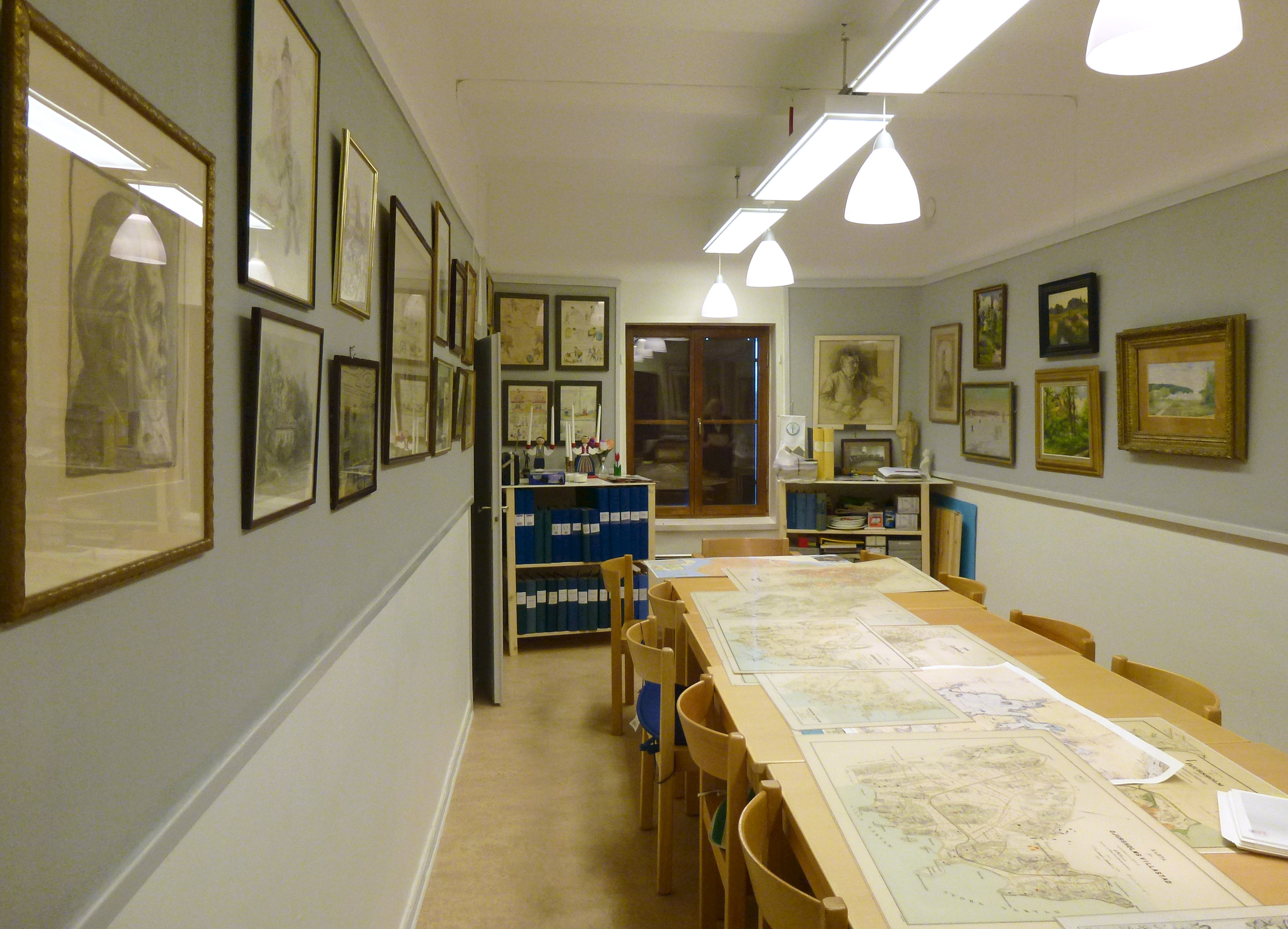
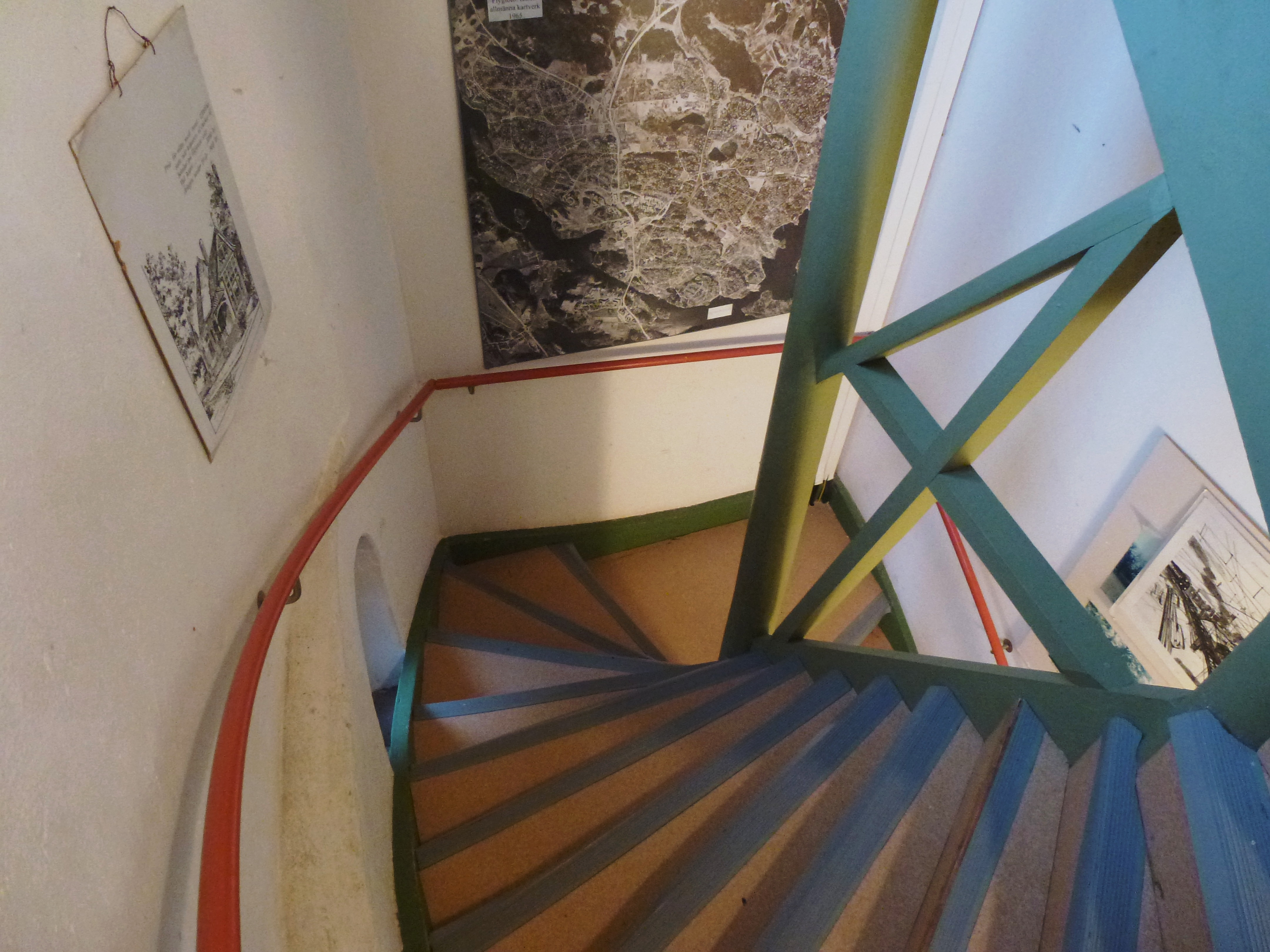
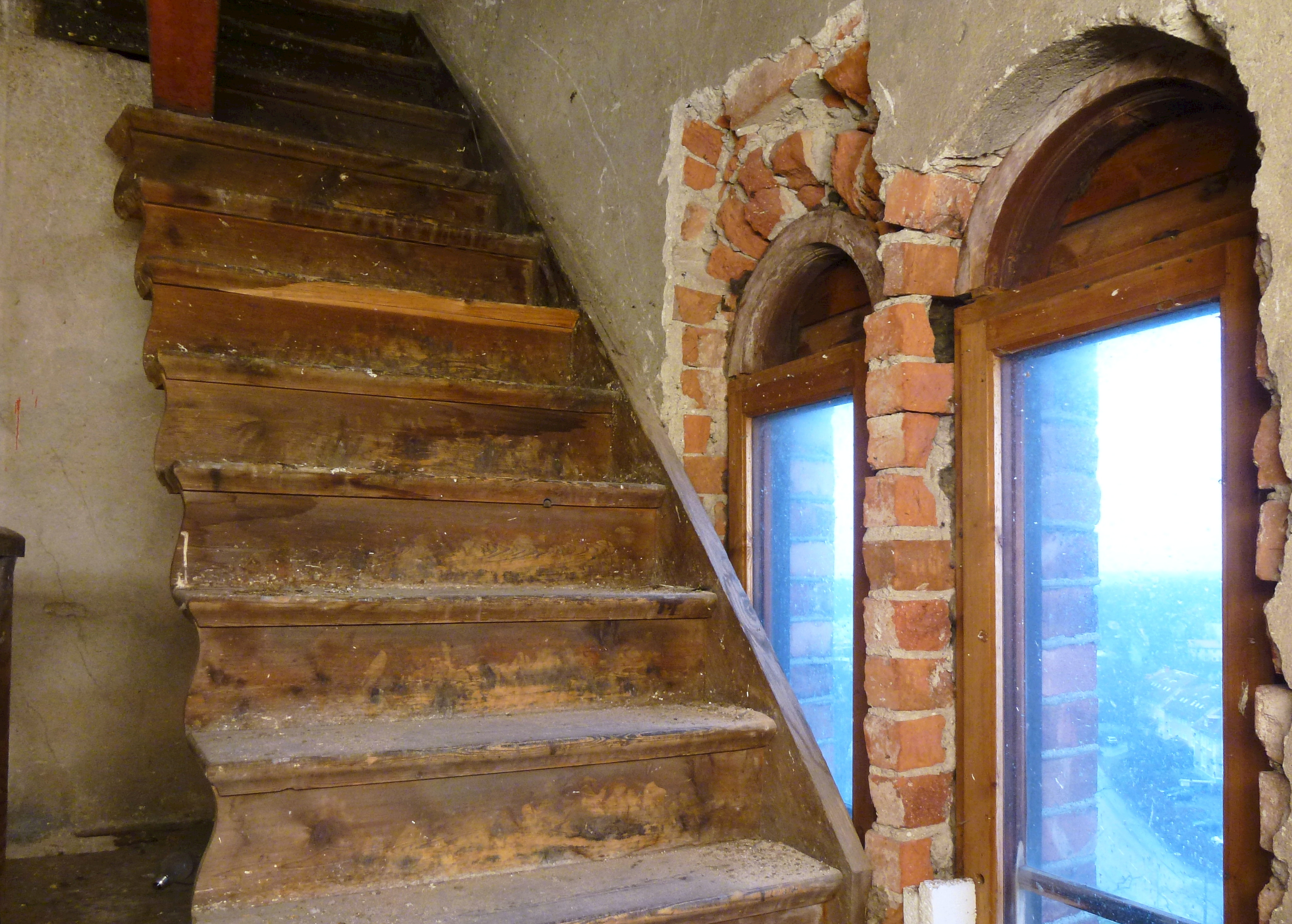
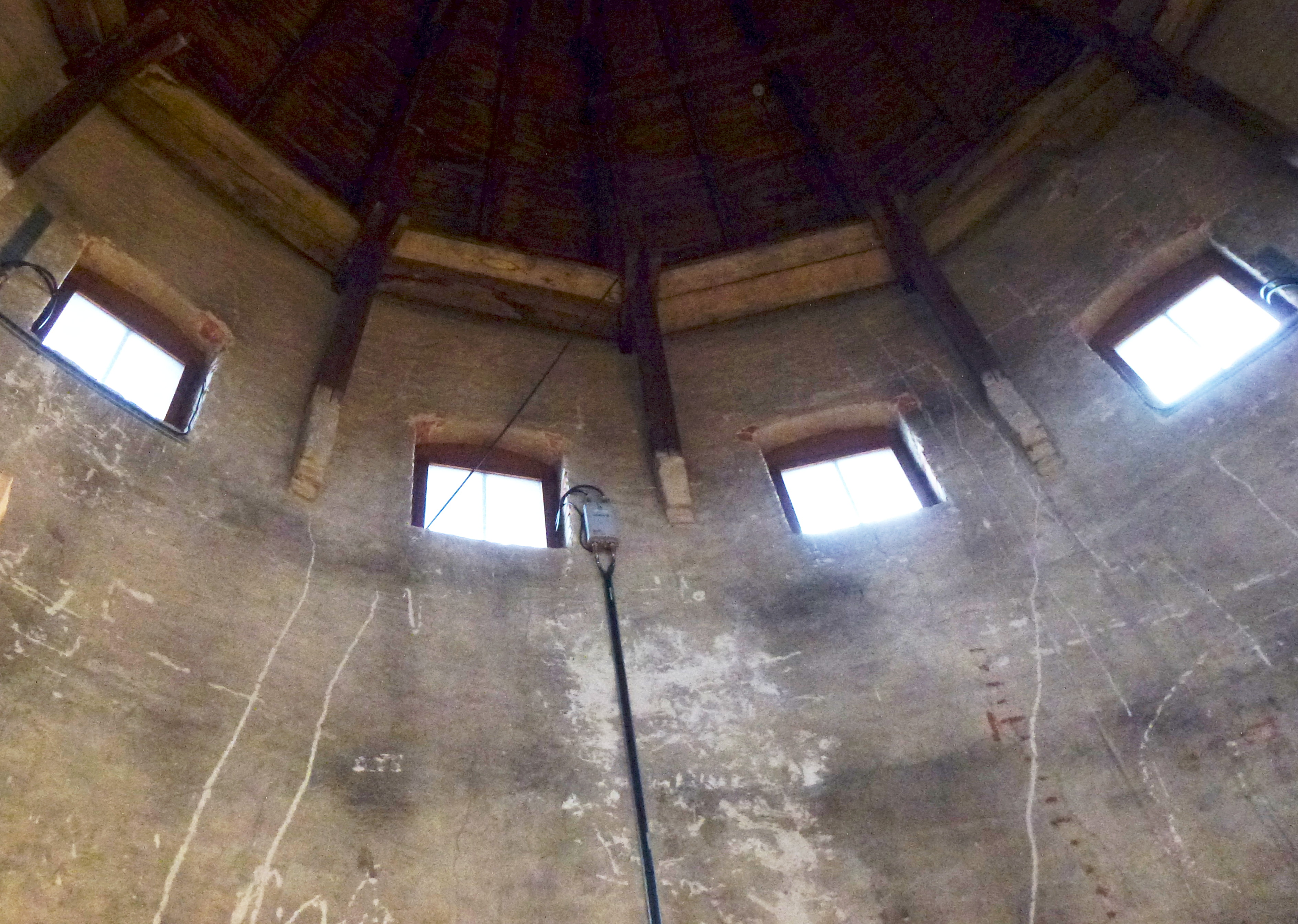